# Sköllersta härad
Sköllersta härad var ett härad i den sydöstra delen av landskapet Närke. Häradet utgjorde de östra delarna av nuvarande Kumla och Hallsbergs kommuner samt en mindre del av Örebro kommun, vilka samtliga är en del av Örebro län.  Den totala arealen mätte 570 km² och befolkningen uppgick år 1932 till 9 307 invånare, vilket idag sjunkit till knappa 8 000 invånare. Tingsplats var till 1907 Sörby i Sköllersta socken, därefter Sköllersta. 

## Geografi
Sköllersta härad var beläget i den sydöstra delen av Närke, mellan staden Örebro i nordväst och gränsen mot landskapet Östergötland i sydost. Den nordligaste tredjedelen häradet tillhörde den bördiga Närkeslätten, som här till stor del torrlagts genom anläggandet av Kvismare kanal vilken sedermera mynnar i sjön Hjälmaren. Slätten begränsas i söder av skogs- och bergslagsbygden kring Nyköpingsåns källvattendrag Svennevadsån samt sjöarna Sottern och Tisaren. I den sydligaste delen ligger Haddeboån och Emmaån, vilka avvattnar häradsområdet i sydlig riktning. Längst i sydväst vidtar Tylöskogens höglänta bergsbygd med till Finspångsån avrinnande småsjöar. Sköllersta härad gränsade i väster mot Kumla härad, i norr mot Örebro härad och i öster mot Askers härad. I söder låg Finspånga läns härad och Aska härad vilka var en del av Östergötlands län. 
Häradet hade inga köpingar men väl ett municipalsamhälle – Pålsboda – som numera även utgör den största tätorten och är belägen omkring 21 kilometer sydost om Örebro. Bland de övriga tätorterna märks Sköllersta och Hjortkvarn.

### Socknar
Sköllersta härad omfattade sex socknar. 
I Örebro kommun
- Norrbyås
- Gällersta

I Kumla kommun
- Ekeby

I Hallsbergs kommun
- Sköllersta
- Svennevad
- Bo från 1735

## Historia
Slättbygderna i landskapet Närke befolkades tidigt vilket många fornlämningar vittnar om. Namnet härrör ursprungligen från namnet på dess invånare närborna vilket kan härledes till Närsundet, vilket i sig syftar till området kring Kvismare kanal innan sjöarna sänktes. Närborna var således de som bodde vid sundet och det är möjligt att namnet är en böjning av Norrbyås som är en av häradets socknar. Under 1300-talet hade landskapet ungefär samma utsträckning som idag, och utgjorde en egen lagsaga med egen lagbok. Namnet Sköllersta skrevs innan år 1923 Skyllersta och kommer av fornsvenskans Skioldastadh, vilket är ett gårdsnamn bildat till personnamnet Sköld. Området var redan tidigt en integrerad del av den gamla kulturbygden Östernärke och det lokala ortnamnet Ullavi pekar på att det här legat en forntida kultplats helgad åt asaguden Ull. Ett större gravfält och spår av tidig järnframställning pekar på aktivitet i området, och strax söder om platsen ligger Närkes största och bäst bevarade fornborg Tarstaborg. Med tiden framstod Sörby i Sköllersta socken alltmer som ett bygdecentrum och här uppfördes på 1680-talet en gästgivaregård som bl.a. användes som tingsplats för häradet. Här låg också dess marknadsplats. År 1907 uppfördes ett nytt tingshus i Sköllersta och häradsrätten flyttades dit där den förblev t.o.m. år 1947. Sköllersta kyrka uppfördes under 1200-talet och har p.g.a. sin storlek ibland kommit att få epitetet Närkes domkyrka. Bland övriga äldre kyrkor i häradet märks Gällersta kyrka som härrör från tidigt 1100-tal samt kyrkorna i Norrbyås och Ekeby som båda bär spår från medeltiden. Vid Norrbyås finns även spår av en senmedeltida borglämning där Magnus Ladulås lär ha utfärdat ett brev år 1276. Platsen har dock inte blivit närmare undersökt. 
Sköllersta härads bebyggelse och allfartsvägar är sedan gammalt koncentrerade längs en nordsydlig axel följande en rullstensås, vilken i grova drag följer nuvarande riksväg 51. Samhället Sköllersta kom att utvecklas som stationssamhälle under det tidiga 1900-talet när järnvägen mellan Pålsboda och Finspång fölängdes mot Örebro genom samhället, parallellt med den nuvarande vägen. Bostadsbebyggelse och viss industriell verksamhet växte fram kring järnvägen, vars trafik med tiden kom att läggas ner och vars spår helt revs upp år 1962. Samhället Pålsboda i häradets södra del trafikeras emellertid alltjämt av den Västra stambanan som passerar här på sin väg mellan Katrineholm och Hallsberg och även här finns viss industri. I häradets södra del ligger det gamla brukssamhället Hjortkvarn där järnframställning skett, men där ett sågverk numera dominerar ortens näringsliv. Samhället anses sedan år 2007 utgöra Sveriges demografiska medelpunkt. Öster om orten ligger Boo slott vars huvudbyggnad uppfördes under slutet av 1800-talet, och som idag är en av Sveriges få kvarvarande fideikommisser. Vidare märks Skogaholms herrgård, vars huvudbyggnad numera representerar Närke på Skansens friluftsmuseum i Stockholm, men som ursprungligen var belägen i Svennevads socken.

## Län, fögderier, domsagor, tingslag och tingsrätter
Häradet har från 1779 hört till Örebro län, innan dess Närkes och Värmlands län. Församlingarna tillhör(de) Strängnäs stift.
Häradets socknar hörde till följande fögderier:
- 1720-1917 Östernärke fögderi
- 1918-1990 Örebro fögderi till 1967 för Ekeby Sköllersta, Svennevads och Bo socknar
- 1967-1990 Hallsbergs fögderi för Ekeby, Sköllersta, Svennevads och Bo socknar

Häradets socknar tillhörde följande domsagor, tingslag och tingsrätter:
- 1680-1903 Sköllersta tingslag inom
  - 1680–1773, 1784-1809 Edsbergs, Lekebergslagens, Hardemo, Grimstens, Kumla, Sundbo, Sköllersta och Askers häraders domsaga kallad Södra Närkes domsaga.
  - 1774-1783 Askers och Sköllersta häraders domsaga med
  - 1810-1903 Östernärkes domsaga (Sköllersta, Askers, Örebro, Glanshammars och till 1855 Fellingsbro härader) med
- 1904-1947 Askers och Sköllersta tingslag i Östernärkes domsaga
- 1948-1970 Östernärkes domsagas tingslag i Östernärkes domsaga

- 1971-2001 Hallsbergs tingsrätt och dess domsaga för delarna i Kumla och Hallsbergs kommuner
- 1971- Örebro tingsrätt och dess domsaga, bara från 2001 för delarna i Kumla och Hallsbergs kommuner

### Webbkällor
- Nationella arkivdatabasen för uppgifter om fögderier, domsagor, tingslag och tingsrätter